# 한국복식학회
한국복식학회는 우리 의생활의 질적 향상을 위해 복식문화 연구를 통한 전통문화의 계승 및 산업화 도모와 의류패션상품 개발 국제 교류 및 우리복식문화의 세계화에 이바지하기 위하여 1975년 12월 18일 설립된 대한민국 문화체육관광부 소관의 사단법인이다. 사무실은 서울특별시 마포구 마포대로 12, 1616호 (마포동, 한신오피스텔)에 있다.

## 주요 사업
- 국내․국제학술대회 및 전시회를 통한 연구활동
- 복식의 학문적 연구와 보존
- 새로운 학문의 교류를 위한 학술지와 작품집 발간
- 전통복식문화의 이해를 위한 복식고증 및 자문
- 창의적인 의류상품 개발을 위한 국제의상 디자인 공모전 개최